# Luminous
Luminous är en singel av den irländska duon Jedward som släpptes i Sverige den 16 oktober 2012. Låten är den tredje singeln från deras album Young Love. Den är skriven av de svenska låtskrivarna Sebastian Lundberg, Fredrik Häggstam, Johan Gustafson and Marlene Strand och spelades in i mars 2012 i Stockholm.
Musikvideon filmades den 30 augusti på Ardmore Studios i Dublin, Irland, och producerades av Universal Music Ireland. Videon kom ut den 12 oktober, samma dag då singeln släpptes i Irland.